# Begonia serotina
Espèce
Synonymes
- Begonia parmata Irmsch.[1]

Statut de conservation UICN

 EN A4c : En danger
Begonia serotina est une espèce de plantes de la famille des Begoniaceae.
L'espèce fait partie de la section Knesebeckia.
Elle a été décrite en 1859 par Alphonse Pyrame de Candolle (1806-1893).

## Répartition géographique
Cette espèce est originaire du pays suivant : Équateur.